# Donchery
Donchery is een Franse gemeente in het departement Ardennes in de regio Grand Est en maakt deel uit van het arrondissement Sedan. De gemeente telde 1.989 inwoners op 1 januari 2022.

## Geschiedenis
Donchery had in 1005 al markrechten. De plaats grensde aan het vorstendom Sedan en werd in de middeleeuwen ommuurd. Deze muren werden in de 17e eeuw, nadat Sedan was opgenomen in Frankrijk, afgebroken op bevel van koning Lodewijk XIV.
In 1870 bespraken keizer Napoleon III en de Duitse kanselier Bismarck de overgave van de vesting Sedan in een huis in Donchery. In augustus 1914 leed Donchery grote schade bij de inval van het Duitse leger. In mei 1940 stak het Duitse leger de Maas over bij Donchery.
Donchery maakte deel uit van het kanton Sedan-Ouest tot het werd opgeheven op 22 maart 2015 en de gemeente werd opgenomen in het op die dag gevormde kanton Sedan-1.

## Geografie
De oppervlakte van Donchery bedraagt 27,36 vierkante kilometer; Op 1 januari 2022 was de bevolkingsdichtheid 72,7 inwoners per km².
De Maas stroomt door de gemeente. In het noorden grenst Donchery aan België.
De onderstaande kaart toont de ligging van Donchery met de belangrijkste infrastructuur en aangrenzende gemeenten.

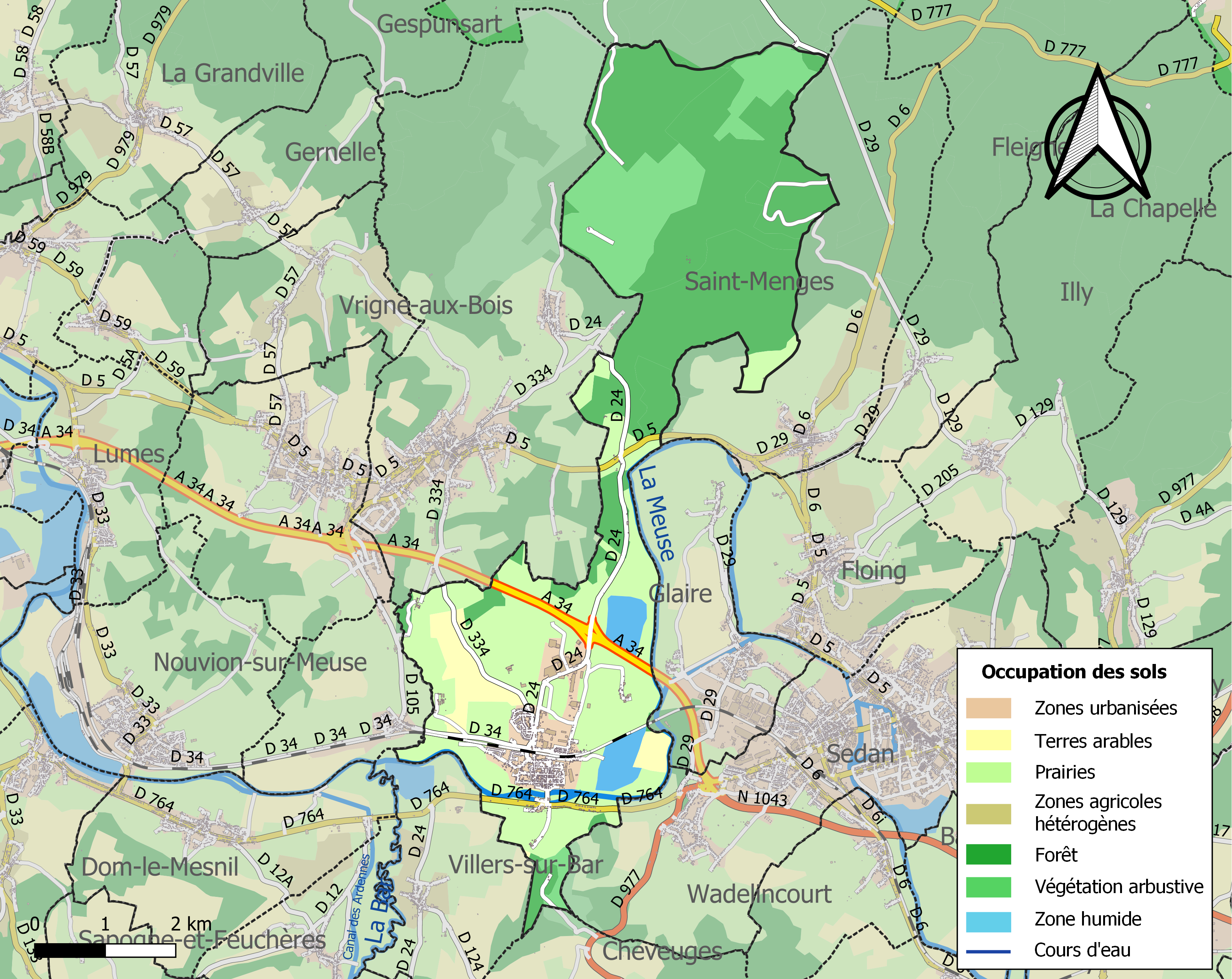

## Demografie
Onderstaande figuur toont het verloop van het inwonertal.
Vanwege een beveiligingsprobleem met de MediaWiki Graph-software is het momenteel niet mogelijk deze grafiek weer te geven. Zodra de software is bijgewerkt zal de grafiek vanzelf weer zichtbaar worden.

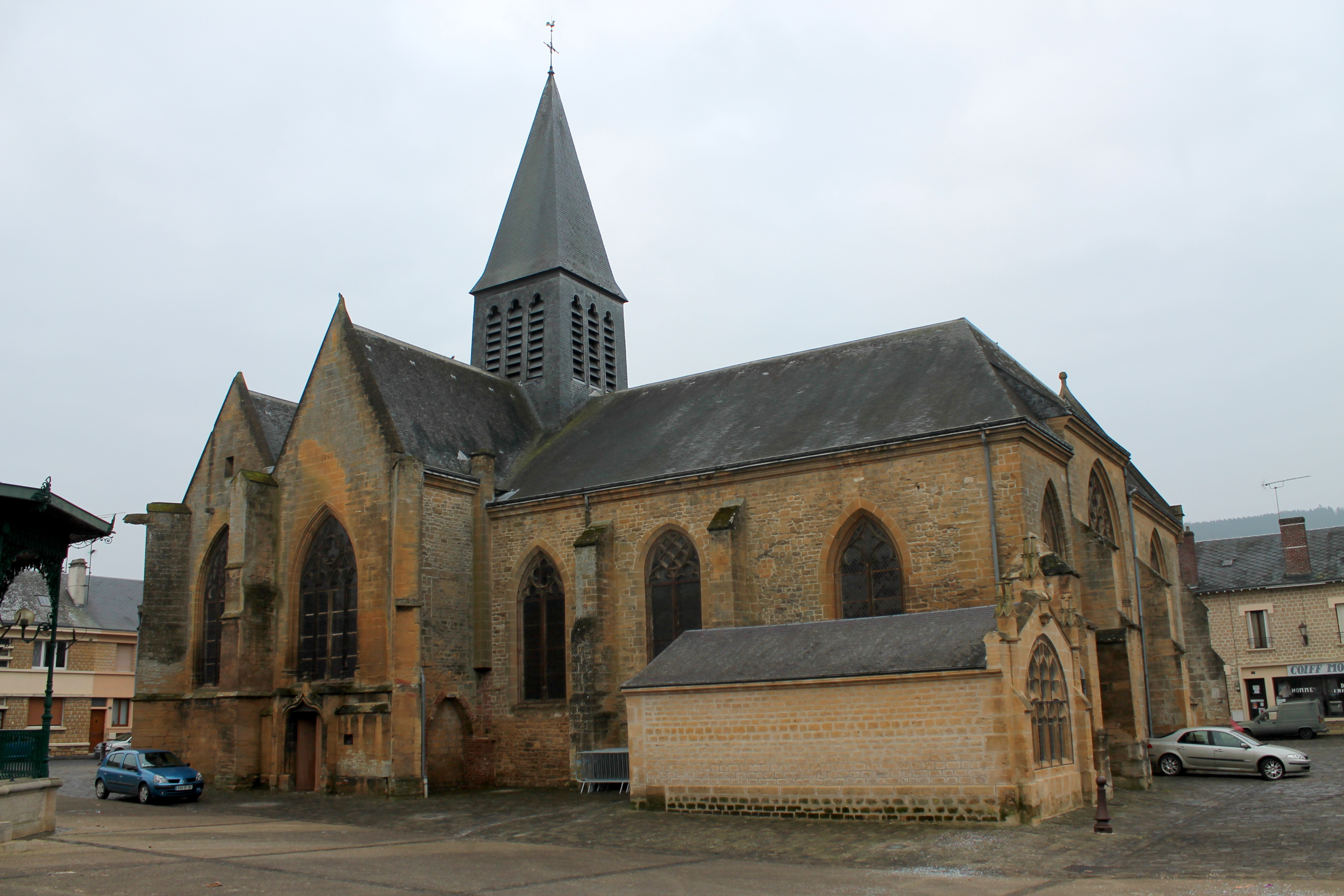
Église Sainte-Onésime de Donchery.
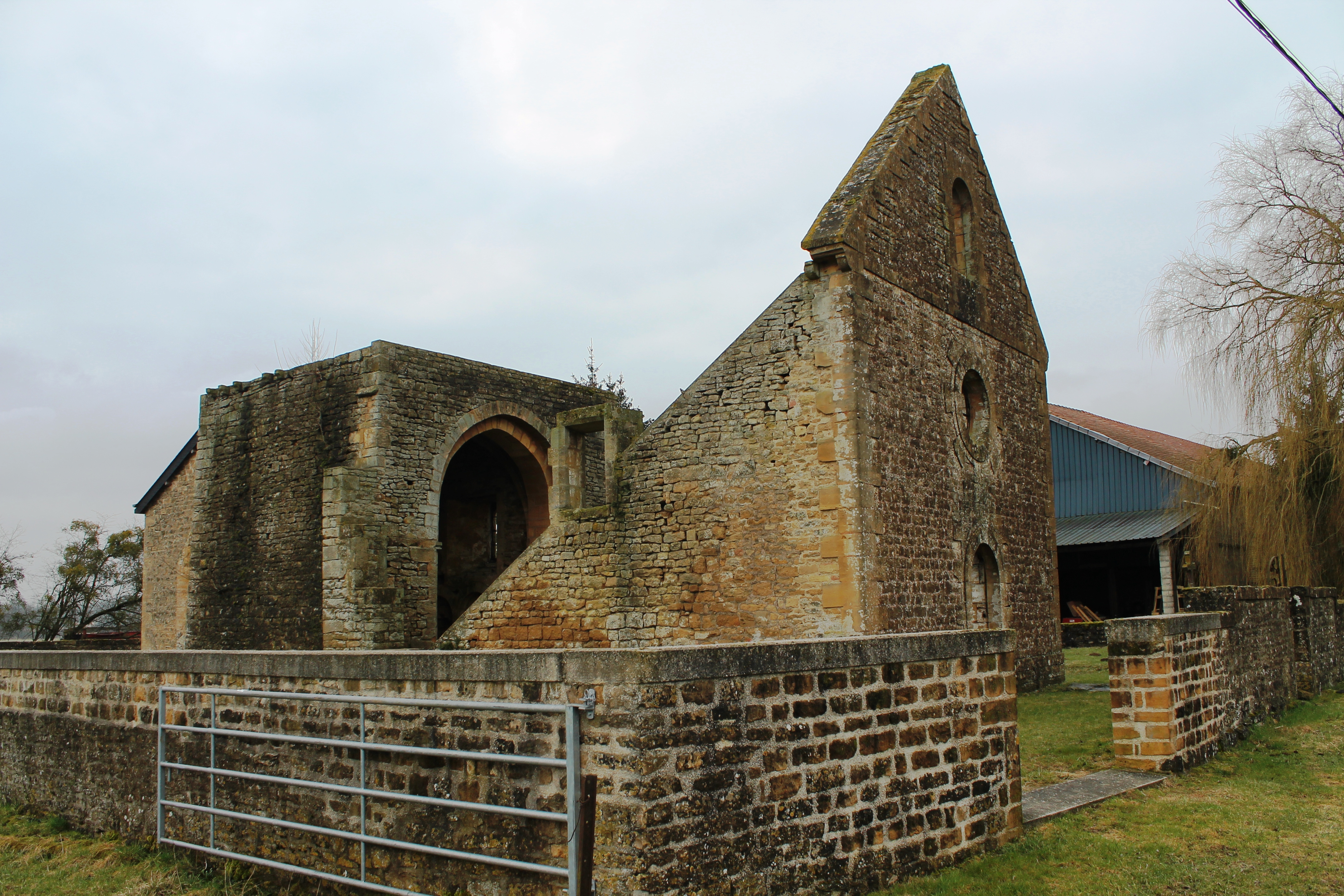
Église du Dancourt
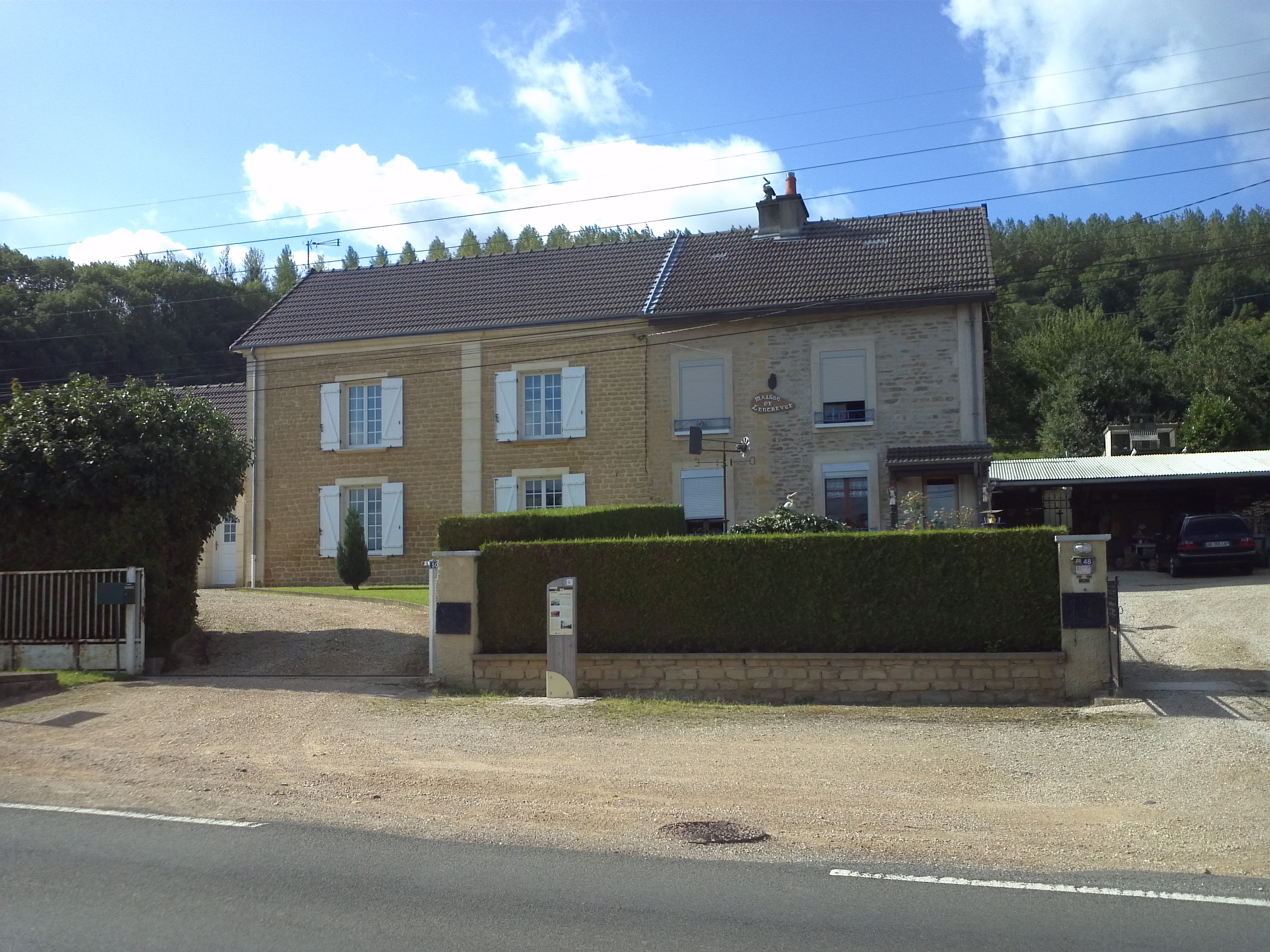
Huis van de wever, waar Napoleon III en Bismarck de capitulatie van Sedan bespraken.
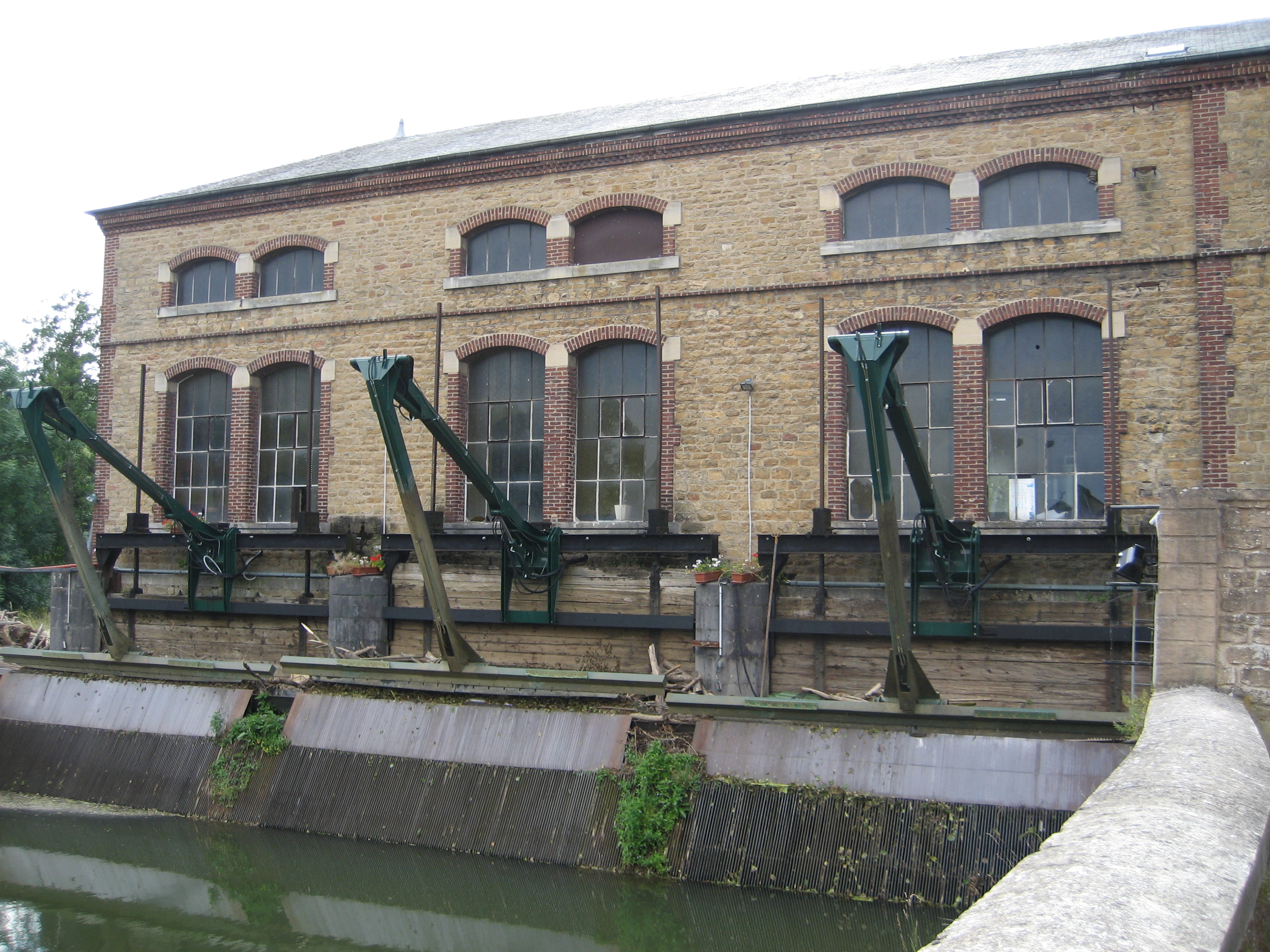
Waterkrachtcentrale